# Nemegosenda River
Nemegosenda River är ett vattendrag i Kanada.   Det ligger i provinsen Ontario, i den sydöstra delen av landet, 600 km nordväst om huvudstaden Ottawa. Nemegosenda River ligger vid sjön Kapuskasing Lake.
I omgivningarna runt Nemegosenda River växer i huvudsak blandskog. Trakten runt Nemegosenda River är nära nog obefolkad, med mindre än två invånare per kvadratkilometer.